# Lisala
Lisala est une localité, chef-lieu de la province de la Mongala au nord de la  république démocratique du Congo.

## Géographie
Située sur la rive droite du fleuve Congo, la localité est desservie par la route nationale 6 à 2 650 km. Au nord par le groupement Mondunga, à Est la route nationale qui mène vers bimba, au sud le fleuve Congo et à ouest la rivière Langa-langa.

## Histoire
Située dans le district des Bangala en 1895, la localité siège d'un camp militaire d'instruction apparaît comme un des chefs-lieux de secteur de ce district en 1908. En 1911, par décret royal, le chef-lieu de district des Bangala est transféré de la Nouvelle-Anvers à Lisala, en raison notamment de son réseau routier. La localité est érigée en circonscription urbaine en 1911. En 1932, Lisala devient chef-lieu du district du Congo-Ubangi dans la province de l'Équateur. En 1955,  Lisala est instauré en chef-lieu du district de la Mongala, issu du démembrement du district du Congo-Ubangi, en 2015 lisala devient le chef-lieu de la province de la Mongala issue du  démembrement de la province de l'Équateur.

## Administration
Chef-lieu provincial de 55 740 électeurs enrôlés pour les élections de 2018, Lisala a le statut de Ville et est divisée en deux communes de moins de 80 000 électeurs :
- Bolikango, (33 194 électeurs, sept conseillers municipaux) et
- Mongala, (22 546 électeurs, sept conseillers municipaux).
- La commune de Bolikango est subdivisée en quartiers : Ebabo, NSELE et Bilo.
- La commune de la Mongala est subdivisée en quartiers : 3C, Aviation, Antenne et Kaba.

## Société
La ville est le siège du diocèse de Lisala.

## Population
Le dernier recensement date de 1984, l'accroissement annuel de la population est estimé à 2,48,.
| 1984   | 2004   | 2012   |
| ------ | ------ | ------ |
| 37 565 | 67 847 | 82 549 |

## Éducation
Toutes les écoles de la place sont payantes, de la maternelle à l'Université. L'éducation est basée sur le jadis système belge : 3 ans de maternelle, 6 ans de primaire (pour les enfants de 6 ans à 12 ans), 6 ans de secondaire (pour les adolescents de 12 ans à 18 ans). Ensuite, les jeunes adultes entament un graduat de 3 ans. Au terme de ce graduat et après un travail de fin de cycle, en acronyme le TFC, ils reçoivent les titres de << gradués>>. Ils peuvent soit s'en tenir là (pour la majorité) soit faire une licence, en deux ans. Après ces deux ans la défense d'un mémoire intervient, ils reçoivent le titre de << licencié>>.

## Enseignement supérieur
Lisala abrite plusieurs institutions d'enseignements supérieur et universitaire :
- Université de Lisala, UNILIS  avec 6 facultés organisées : Sciences Agronomiques, Sciences Économiques et de Gestions, Droit, Médecine, Psychologie et Sciences de l’Éducation et les  Sciences politiques administratives et sociales ;
- Université de Cepromad ;
- Institut Supérieur Pédagogique de Lisala (ISP-Lisala) ;
- Institut Supérieur de Techniques Médicales  d'Upoto (ISTM Upoto) ;
- Institut Supérieur de Technique Mgr Nkinga ;
- Institut Supérieur de Techniques Médicales Tobikisa (ISTM Tobikisa).

## Transport
La route Transafricaine 8 Lagos-Mombasa passe par Lisala.
La ville est desservie par un terrain d'aviation, (code AITA : LIQ) et par le bief navigable du fleuve Congo.

## Personnalités
- Jean Bolikango (1909-1982), homme politique congolais et Vice-Premier Ministre (1961), est né à Kinshasa 4 février 1909.
- Joseph Mobutu (1930-1997), Président du Zaïre (1965-1997), est né à Lisala, le 14 octobre 1930.
- Honoré Ngbanda (1946-2021), homme politique congolais et ministre de la défense à l'époque de la présidence de Mobutu.